# Умка и Броневик
Умка и Броневик (до июля 2005 — Умка и Броневичок) — рок-группа. Песни Умки (Анны Герасимовой) аранжированы в стиле американо-британского гитарного рока 60—70-х, который варьируется от жёсткого ритм-энд-блюза до психоделии в духе Grateful Dead. Группа выпустила более двух десятков альбомов и много гастролировала в России и за рубежом. В конце 2014 года группа прекратила своё существование, в 2015 году вместо неё Умка собрала электрический состав с новой ритм-секцией, под названием «Умка и Новый состав».

## Состав
Основной состав группы, стабилизировавшийся в 1999—2000 году:
- Умка — вокал, гитара, автор песен
- Боря Канунников — лидер-гитара
- Миша Трофименко — бас-гитара
- Боря Марков — барабаны, перкуссия

(Имена музыкантов приведены в том виде, в котором они даются на официальном сайте и на альбомах)
Пятым музыкантом группы часто выступает гармошечник: в 1995—1999 гг. Вовка Кожекин, в 1999—2008 — Игорь Ойстрах, с 2009 — Дэн Шильников.
В разное время в группе также играли: Иван Жук (клавишные, гитара, автор названия «Броневичок»), Денис Дудоладов (ритм-гитара), Мария Рабинович (скрипка), Борис Плотников (губная гармошка), Павел Фрейчко (клавишные), Герман Ольшук (клавишные), Павел Пичугин (клавишные), Владимир Герасименко (бас-гитара), Игорь «Сталкер» Вдовченко (гитара, бас-гитара), Федор Машенджинов (барабаны), Сергей Летов (саксофон) и другие.
Своим «самым великим» альбомом Умка считает «Ничего страшного», вышедший в 2006 году.
8 апреля 2013 погиб бывший участник группы Фёдор Машенджинов. Попал под поезд.
9 декабря 2014 года Умка на своей странице в Фейсбуке заявила, что группы «Броневик» больше нет, так как её покинули М. Трофименко и Б. Марков. 13 января 2015 года аналогичное сообщение появилось в ru_umka. Новый состав музыкантов, который будет выступать, так и называется «Новый состав».
Новый состав с 2015 года:
- Умка — вокал, автор песен
- Боря Канунников — лидер-гитара
- Артём Рябов — бас-гитара
- Андрей Панкратов — барабаны

## Дискография
Приведены только официально вышедшие альбомы Умки с группой. Сольные альбомы Умки см. в статье Герасимова, Анна Георгиевна.

### Студийные альбомы
- 1997 — Дожили, мама (кассета)
- 1998 — Компакт
- 1998/1999 — Командовать парадом (mp3)
- 1999 — Ход кротом (mp3)
- 2000 — Кино из одуванчиков (mp3)
- 2000 — Вельтшмерц (mp3)
- 2001 — Заначка (mp3)
- 2002 — Рай для инвалидов (mp3)
- 2003/2004 — Парк победы (mp3)
- 2005—600 (mp3)
- 2006 — Ничего страшного (mp3)
- 2007 — Ломать не строить (mp3)
- 2009 — Closer Sessions (виниловый LP с новыми студийными версиями старых песен)

### Концертные альбомы
- 1998 — Live in «Форпост» (кассета)
- 1998/1999 — Live in «Факел» (кассета)
- 1999 — Форпост 15 мая 99 (концертная кассета)
- 2001 — Концерт в кинотеатре «Улан-Батор» (двойной CD, mp3)
- 2000 — Концерт в Зоопарке (кассета, mp3)
- 2003 — Морское свинство (концертный, mp3)
- 2003 — Unplugged (mp3)
- 2004 — Умка и Броневичок на студии «АнТроп» (mp3)

### Сборники
- 2001 — Беееест! (лучшие песни и концертная запись одной песни)
- 2005—2001—2004 — Только лучшее[4]

### Видео
- 2008 — Кино про Бро (DVD с нарезкой из видеосъемок 1990-х годов)
- 2009 — Стеклянная рыбка: 10 лет в сети (Праздник поневоле) (запись концерта 18 мая 2008 в клубе IKRA)
- 2010 — Концерт в Херсонесе. Севастополь, 4 сентября 2009 (DVD, 2010)

Оформление обложек большинства альбомов — Роман Фурман.